# Marathon van Barcelona 1992
De marathon van Barcelona 1992 (ook wel Catalunya) werd gehouden op zondag 15 maart 1992 in Barcelona. Het was de 15e editie van deze marathon.
Bij de mannen werd de wedstrijd gewonnen door de Tanzaniaan John Burra in 2:12.46. Op de finish had hij een ruime voorsprong op Spanjaard Rodrigo Gavela, die in 2:14.27 over de finish kwam. Bij de vrouwen ging de Tsjechische Maria Starovska met de hoogste eer strijken; zij won de wedstrijd in 2:34.07.
In totaal finishten 5694 deelnemers de wedstrijd, waarvan 5338 mannen en 356 vrouwen.

## Uitslagen

### Mannen
| rang   | naam                  | land | tijd    |
| ------ | --------------------- | ---- | ------- |
| Goud   | John Burra            | TAN  | 2:12.46 |
| Zilver | Rodrigo Gavela        | ESP  | 2:14.27 |
| Brons  | Kenichi Tsurusaki     | JPN  | 2:15.19 |
| 4      | Juan-Antonio Crespo   | ESP  | 2:15.24 |
| 5      | Jose Esteban Montiel  | ESP  | 2:15.37 |
| 6      | Diego García          | ESP  | 2:15.50 |
| 7      | Jose Maria Gonzales   | ESP  | 2:16.13 |
| 8      | Jose Maria Casas      | ESP  | 2:16.45 |
| 9      | Takeshi So            | JPN  | 2:17.51 |
| 10     | Vitor-Mariano Dasilva | POR  | 2:17.57 |
| 11     | Ricardo Jose Castano  | ESP  | 2:18.27 |
| 12     | Horacio Cabrera       | MEX  | 2:18.38 |
| 13     | Aleksandr Ermatchov   | GEO  | 2:18.49 |

### Vrouwen
| rang   | naam                 | land | tijd    |
| ------ | -------------------- | ---- | ------- |
| Goud   | Maria Starovska      | CZE  | 2:34.07 |
| Zilver | Ana-Isabel Alonso    | ESP  | 2:39.10 |
| Brons  | Maria-Luisa Muñoz    | ESP  | 2:40.09 |
| 4      | Josefa Cruz          | ESP  | 2:40.41 |
| 5      | Grazyna Kowina       | POL  | 2:42.29 |
| 6      | Maria Jesus Martinez | ESP  | 2:43.57 |
| 7      | Marina Prat          | ESP  | 2:45.59 |
| 8      | Aurora Perez         | ESP  | 2:46.33 |
| 9      | Nelida Olivet        | ARG  | 2:47.27 |

1978 ·
1979 ·
1980 ·
1981 ·
1981 ·
1983 ·
1984 ·
1985 ·
1986 ·
1987 ·
1988 ·
1989 ·
1990 ·
1991 ·
1992 ·
1993 ·
1994 ·
1995 ·
1996 ·
1997 ·
1998 ·
1999 ·
2000 ·
2001 ·
2002 ·
2003 ·
2004 ·
2005 ·
2006 ·
2007 ·
2008 ·
2009 ·
2010 ·
2011 ·
2012 ·
2013 ·
2014 ·
2015 ·
2016 ·
2017 ·
2018 ·
2019 ·
2020 ·
2021 ·
2022 ·
2023 ·
2024